# Hàn băng kỳ hiệp (1989)
Hàn Băng Kỳ Hiệp (The Iceman Cometh) là một bộ phim giả tưởng Hồng Kông của đạo diễn Clarence Fok, diễn viên Nguyên Bưu, Trương Mạn Ngọc và Nguyên Hoa. Bộ phim được phát hành tại Hồng Kông vào ngày 18 tháng 8 năm 1989.
Nguyên Bưu và Nguyên Hoa (cùng với anh trai trường opera Yuen Tak của họ) cũng từng là biên đạo hành động trên phim. Tương tự như Highlander, bộ phim kết hợp các yếu tố khoa học viễn tưởng và giả tưởng lịch sử với bối cảnh và hành động đương đại. Bộ phim đã được đề cử ba giải thưởng điện ảnh Hồng Kông vào năm 1990. Bộ phim có liên quan đến vở kịch của O'Neill.
Một phiên bản làm lại, có tên đơn giản là Iceman, đã được phát hành vào tháng 4 năm 2014 và phần tiếp theo của bản làm lại đó, Iceman: The Time Traveller vào ngày 2 tháng 11 năm 2018 với diễn xuất của Chân Tử Đan.

## Nội Dung
Thế kỷ 16 vào đời nhà Minh, Phương Thủ Chánh là một Cẩm y vệ chính trực. Sư huynh đồng môn với Chánh là Phùng Tam lại là một kẻ biến thái, thích hãm hiếp và giết hại phụ nữ dã man. Sau khi Phùng Tam giết cả công chúa, hoàng thượng nổi giận lệnh cho Thủ Chánh phải bắt được Phùng Tam trong vòng 20 ngày. Thủ Chánh trở về sư môn mới biết được Phùng Tam đã đánh cắp bảo vật của sư môn là pho tượng Phật Ngọc Đen. Tương truyền vào ngày Phật giáng thế, tượng Ngọc Đen có thể khởi động bánh xe Luân Hồi của Đức Phật làm xoay chuyển thời gian. Thủ Chánh tìm đến chỗ bánh xe Luân Hồi, đúng lúc Phùng Tam khởi động bánh xe khiến cả hai được đưa đến tương lai 300 năm sau. Thủ Chánh và Phùng Tam đã có một trận quyết chiến trên núi tuyết, kết quả cả hai đều rơi xuống vực tuyết và bị đóng băng.
Mười năm sau, các nhà khoa học phát hiện ra hai người và đưa về Hồng Kong để nghiên cứu. Mấy tên trộm vô tình làm tan băng và Thủ Chánh, Phùng Tam lần lượt thoát ra. Thủ Chánh gặp một cô gái điếm tên là Polly. Polly vì bảo kê cho vay nên bị xã hội đen đòi nợ. Thấy Thủ Chánh võ công cao cường lại rất khờ khạo, Polly lừa anh làm vệ sĩ kiêm giúp việc cho mình. Thủ Chánh cảm thấy nhục nhã vì phải hầu hạ phụ nữ nhưng không còn cách nào khác. Mất một thời gian để làm quen với các thiết bị hiện đại, Thủ Chánh khiến Polly hài lòng vì ngoài võ công cao anh còn rất đảm đang. Thủ Chánh nghe được cuộc nói chuyện của Polly với mấy "đồng nghiệp" mới biết cô thực ra là làm gái và cô chỉ đang lợi dụng anh. Thủ Chánh đau khổ muốn rời đi nhưng nhận ra anh đã yêu Polly.
Phùng Tam ở thế giới hiện đại trở thành thủ hạ cho một đại ca xã hội đen. Nhưng sau đó Phùng Tam đã giết đại ca, rồi sau đó hãm hiếp và giết tình nhân của gã đại ca đó. Từ đấy, Phùng Tam lại tiếp tục giết phụ nữ. Thủ Chánh đọc được tin tức về vụ giết người hàng loạt trên báo và đoán ra Phùng Tam làm. Anh vẽ chân dung Phùng Tam kèm lời cảnh báo dán khắp nơi.
Phùng Tam giả làm khách hàng của Polly bắt cóc cô ép Thủ Chánh tới. Phùng Tam ép Thủ Chánh uống thuốc độc, Thủ Chánh làm theo và thừa nhận với Polly là anh đã yêu cô. Trước khi độc phát tác, Thủ Chánh đuổi theo cố gắng giết Phùng Tam nhưng không thành. Phùng Tam chạy thoát, Thủ Chánh được đưa vào bệnh viện cấp cứu. Thủ Chánh đã đuổi Polly đi vì không thể chấp nhận chuyện cô làm gái. Polly đau khổ bỏ về nhưng cô vẫn lén đến bệnh viện thăm Thủ Chánh. Polly phát hiện Phùng Tam đến bệnh viện bèn giả làm y tá đưa Thủ Chánh chạy thoát.
Hai người ẩn náu ở một nơi hoang vắng. Thủ Chánh xem được trên TV tin tức Bánh xe luân hồi được đưa về Hồng Kong để triển lãm, còn hơn hai tháng là ngày Phật Giáng thế, Thủ Chánh đoán Phùng Tam sẽ sử dụng bánh xe Luân Hồi lần nữa. Anh quyết tâm luyện tập và rèn một thanh kiếm để quyết đấu với Phùng Tam. Polly muốn chứng minh vì yêu anh cô có thể thay đổi nên chấp nhận ở lại sống cảnh kham khổ trồng rau, nuôi gà. Hai tháng trôi qua, Thủ Chánh đã rèn xong thanh kiếm, anh cũng làm tặng Polly một thanh kiếm khác nhưng sau đó lẳng lặng bỏ đi.
Ngày Phật Giáng thế, quả nhiên Phùng Tam xuất hiện tại phòng triển lãm mang theo một lượng vũ khí lớn với ý đồ mang vũ khí tối tân trở về thời Minh. Thủ Chánh đã sớm đoạt được tượng Ngọc Đen và hẹn Phùng Tam lên sân thượng quyết đấu. Một trấn đấu ác liệt diễn ra, Phùng Tam đoạt được Ngọc Đen và khởi động Bánh xe Luân Hồi nhưng Thủ Chánh đã dùng kiếm chặn Bánh xe lại. Cuối cùng, Thủ Chánh giết được Phùng Tam bằng cách ấn hắn vào mảnh vỡ thủy tinh. Sau khi còng xác Phùng Tam vào mình, Thủ Chánh mở Bánh xe Luân Hồi rời đi, đúng lúc Polly chạy tới đau đớn nhìn người yêu biến mất.
Mấy tháng sau, Polly bỏ nghề làm gái trở thành một nhân viên thu ngân. Mấy tên xã hội đen vẫn đến tìm cô đòi tiền. Đột nhiên xuất hiện một anh chàng giống y hệt Thủ Chánh khiến đám xã hội đen sợ quá chạy mất, còn Polly vui mừng nhảy tót lên người anh chàng đó mặc cho anh ta hoảng hốt kêu cứu.

## Diễn viên
- Nguyên Bưu trong vai Phương Thủ Chánh
- Trương Mạn Ngọc trong vai Polly
- Nguyên Hoa trong vai Phùng Tam
- Tai Po như Pimp (du côn của Chang)
- Từ Cẩm Giang là nhà khoa học Trung Quốc
- Nguyên Khuê trong vai Bum
- Stanley Fung trong vai ông già Noel
- Jing Chen làm đại lý vũ khí
- Liu Wai-hung như thiên thần
- Vương Tinh là người vận hành cần cẩu
- Giang Hân Yến trong vai Hooker
- Sarah Lee trong vai Hooker
- Đơn Lập Văn trong vai Tướng cướp
- Yuen Tak là người (phụ)
- John Cheung làm bác sĩ
- Cho Tat-wah là người hướng dẫn chú của Trịnh
- Lau Chau-sang vai du côn của Chang
- Lai Âm-san
- Anthony Wong Yiu-ming là hoàng đế của nhà Minh (cameo)

## Sản xuất
Cảnh chiến đấu mở đầu của bộ phim được quay tại địa điểm ở Hàn Quốc. Quá trình quay phim đã bị gián đoạn bởi bão tuyết. Thời tiết khắc nghiệt đã khiến một số thành viên của đoàn làm phim bị tê cóng khi quay phim. Cảnh chiến đấu khí hậu phải mất một tháng để quay.

## Tiếp nhận
Bộ phim là một thành công khiêm tốn với doanh thu 14 triệu đô la Hồng Kông tại phòng vé Hồng Kông. Bộ phim xuất hiện trong danh sách 1.000 bộ phim yêu thích của Jonathan Rosenbaum. Ông đặc biệt ca ngợi màn trình diễn hài của Trương Mạn Ngọc.

## Giải thưởng
Bộ phim đã được đề cử cho các giải thưởng sau tại Giải thưởng Điện ảnh Hồng Kông:
- Vũ đạo hành động hay nhất
- Quay phim tốt nhất
- Chỉnh sửa phim hay nhất

## Phương tiện truyền thông gia đình
DVD được phát hành tại Tất cả các khu vực tại Hoa Kỳ vào ngày 27 tháng 4 năm 1999, nó được phân phối bởi Tai Seng Video Marketing. Vào ngày 25 tháng 7 năm 2005, DVD được phát hành bởi Hồng Kông Legends tại Vương quốc Anh ở Vùng 2.